# Hlorofora
Hlorofora (lat. Chlorophora), nekadašnji rod drveća koji je bio klasificiran u porodicu dudovki (Moraceae). Pripadale su mu vrste koje se danas klasificiraju rodovima  Milicia i Maclura, to su drvo iroko iz tropske Afrike, danas priznato kao Milicia excelsa, i drvo tatojuba, Maclura tinctoria, koje raste od Meksika do Argentine.
- Milicia excelsa
- Maclura tinctoria